# Johan Fredrik Meijer
Johan Fredrik Meijer, död 1647, var en svensk ingenjör och kartograf.
Meijer deltog senast 1636 i befästningsarbeten i Kalmar, och utförde 1639 den första skissen över Kalmars nyanläggning på Kvarnholmen. Från 1641 ledde han arbetena här. 1646 sändes han till Gotland för att rita ett antal kartor över Visby och Gotland.